# Тошвиска
То́швиска — деревня в Заполярном районе Ненецком автономном округе России. Входит в состав Великовисочного сельсовета.

## География
Деревня расположена на левом берегу протоки реки Печора — Тошвисочный шар в двух километрах от его устья. Расстояние от села Великовисочное — 18 км. Расстояние до административного центра Ненецкого автономного округа, Нарьян-Мара — 65 км.
Это последний населённый пункт Ненецкого автономного округа, после которого вверх по Печоре уже начинается Республика Коми.

## Население
| 1999 | 2002 | 2010 |
| ---- | ---- | ---- |
| 157  | ↘126 | ↘69  |

## Экономика
Основное занятие населения — рыболовство. В деревне расположено отделение рыболовецкого колхоза СПК РК «им. Ленина».

## Инфраструктура
Начальная школа, дом культуры, электростанция.

## Сотовая связь
Оператор сотовой связи стандарта GSM: МТС (в зоне покрытия).